# Umbilicus (roślina)
Umbilicus – rodzaj roślin z rodziny gruboszowatych (Crassulaceae). Obejmuje około 18 gatunków występujących głównie w basenie morza Śródziemnego, na obszarze od zachodniej Europy po Iran na wschodzie. Rośliny te rosną w suchych lasach, w miejscach skalistych, także na murach. 

## Morfologia
PokrójByliny o mięsistych, okrągłych liściach osiągające do 0,3 m wysokości. Korzenie bulwiasto zgrubiałe.
LiścieSkrętoległe, skupione w przyziemną rozetę, tarczowate i mięsiste.
KwiatyDrobne, zebrane w kłosokształtny kwiatostan. Działki kielicha wolne. Płatki korony zielonkawe lub żółte, w liczbie 5, zrosłe w rurkę. Pręcików 10, czasem 5. Zalążnia górna, powstałe ze zrośniętych 5 owocolistków.
OwoceWielonasienna torebka, ze ściankami rozpadającymi się na 5 części.

## Systematyka
Pozycja według APweb (aktualizowany system APG III z 2009)
Przedstawiciel rodziny gruboszowatych (Crassulaceae) należącej do rzędu skalnicowatych reprezentującego dwuliścienne właściwe. W obrębie rodziny klasyfikowany do podrodziny Sedoideae, plemienia Sedeae i podplemienia Umbilicinae.
Wykaz gatunków (nazwy zweryfikowane)
- Umbilicus botryoides Hochst. ex A.Rich.
- Umbilicus chloranthus Heldr. & Sart. ex Boiss.
- Umbilicus heylandianus Webb & Berthel.
- Umbilicus horizontalis (Guss.) DC.
- Umbilicus intermedius Boiss.
- Umbilicus luteus (Huds.) Webb & Berthel.
- Umbilicus parviflorus (Desf.) DC.
- Umbilicus rupestris (Salisb.) Dandy
- Umbilicus samium (D'Urville) DC.
- Umbilicus tropaeolifolius Boiss.